# Lucia Mayer-Hofmann
Lucia Mayer-Hofmann (auch: Lucia Hofmann; * 5. Juni 1979 in Weggis) ist eine Schweizer Langstreckenläuferin. Ihre Spezialität ist der Marathonlauf.

## Leben
Mayer-Hofmann hat eine Ausbildung zur Pflegefachfrau HF absolviert und anschliessend mit einer Handelsschule die kaufmännische Seite kennengelernt. Danach machte sie mehrere Aus- und Weiterbildungen im Gesundheits- und Sportbereich.
Sie ist Hausfrau und Mutter und als Fitnessinstruktorin, Personal Trainerin und Ernährungsberaterin tätig. Sie wohnt in Stans im Kanton Nidwalden, ihr Verein ist die LA Nidwalden.

## Erfolge
- 2013: 2. Rang Marathon-Schweizer-Meisterschaft in Zürich (7. Rang international) und Erreichung EM Limite 2014, WM Limite 2013
- 2012: 1. Rang Lucerne Marathon
- 2011: 2. Rang Lucerne Marathon, 2. Rang Mountainman Ultra (80 km / 5000 hm)

## Persönliche Bestleistungen
- Halbmarathon: 1:20:05 h beim Greifenseelauf 2012
- Marathon: 2:42:46 h beim Zürich-Marathon 2013
- Ultramarathon: 10:38:44 h beim Mountainmen Ultra 2011[1]